# Gastón Whelan
Gastón Whelan (Córdoba, Argentina, 6 de octubre de 1994) es un baloncestista argentino que se desempeña como base en Instituto de la Liga Nacional de Básquet de Argentina.

## Trayectoria

### Clubes
| Club              | País      | Año             |
| ----------------- | --------- | --------------- |
| Hindú             | Argentina | 2012 - 2013     |
| Bahía Basket      | Argentina | 2013 - 2016     |
| Instituto         | Argentina | 2016 - 2020     |
| Olímpico          | Argentina | 2020 - 2021     |
| Instituto         | Argentina | 2021 - 2022     |
| APU Udine         | Italia    | 2022            |
| BC CSU Sibiu      | Rumania   | 2022 - 2023     |
| Virtus Roma       | Italia    | 2023 - 2024     |
| Unión de Santa Fe | Argentina | 2025            |
| Instituto         | Argentina | 2025 - Presente |

## Selección nacional
Whelan actuó con los seleccionados juveniles de baloncesto de Argentina, participando del Campeonato FIBA Américas Sub-18 de 2012 y del Campeonato Mundial de Baloncesto Sub-19 de 2013 entre otros torneos.  

## Palmarés
- Campeón Torneo Súper 20 2021.
- Campeón Liga Nacional de Básquet 2021-22.[9]